# John Vadakel
John Vadakel CMI (ur. 8 września 1943 w Beslehem) – indyjski duchowny syromalabarski, w latach 2009–2019 biskup Bijnor.

## Życiorys
Święcenia kapłańskie otrzymał 19 grudnia 1975 w zgromadzeniu karmelitów Maryi Niepokalanej. Był m.in. wykładowcą i wychowawcą w Dharmaram College, członkiem rady prowincjalnej oraz protosyncelem eparchii Bijnor.
14 sierpnia 2009 został mianowany eparchą Bijnor, zaś 22 października 2009 przyjął chirotonię biskupią z rąk swego poprzednika, bp. Gratiana Mundadana. 30 sierpnia 2019 przeszedł na emeryturę.